# Søren Busk
Søren Thomas Busk, född 10 april 1953 i Glostrup, Danmark, är en dansk före detta professionell fotbollsspelare (försvarare) som under 1980-talet representerade Danmark i EM 1984, VM 1986 och EM 1988.

## Karriär

### I klubblag
Busk började som 7-åring i Glostrup IC (nuvarande Glostrup FK) och spelade där tills han var 23 år. Därefter spelade han som professionell i ett antal europeiska klubbar varav den första var Westfalia Herne i Tyskland. Senare kontrakterades han av MVV Maastricht i Nederländerna och KAA Gent i Belgien. Under de tre åren Busk spelade i Gent röstades han varje år fram som klubbens bästa spelare.
Busk återvände därpå till Maastricht för en säsong innan han värvades till AS Monaco i den franska ligan. Sedan blev Wiener SC i Österrike den sista proffsklubben innan dansken vände hemåt för att avsluta sin karriär i Herfølge Boldklub där han spelade i tre säsonger.

### I landslag
Busk debuterade i landslaget 1979 och gjorde sammanlagt 61 matcher och två mål under perioden 1979-88. Han deltog i tre stora slutspel; EM 1984 i Frankrike, VM 1986 i Mexiko och EM 1988 i Tyskland.
I EM 1984 var Busk högerback i Danmarks första tre matcher mot Frankrike, Jugoslavien och Belgien, men bytte till den andra flanken till danskarnas dramatiska semifinal mot Spanien då John Sivebæk tog över högerbacksplatsen. Matchen förlorade Danmark efter straffar.
I VM 1986 spelade Busk och hela det danska laget bra i gruppspelet när Danmark vann gruppen före Västtyskland. Han fick dock en del kritik efter åttondelsfinalen och 5-1-förlusten mot Spanien då han var orsak till en av de två straffar som danskarna drog på sig i andra halvlek.
I EM 1988 spelade Busk endast i den första matchen när Danmark inte tog sig vidare från gruppspelet. Efter turneringen avslutade han sin landslagskarriär.

## Meriter

### I klubblag
KAA Gent
- Belgisk cupmästare (1): 1983/84

### I landslag
Danmark
- Spel i EM 1984 (semifinal), VM 1986 (åttondelsfinal), EM 1988 (gruppspel)
- 61 landskamper, 2 mål